# Rammelsberg
Rammelsberg est une montagne d'Allemagne haute de 635 mètres au sud de Goslar. Elle est notamment connue pour ses mines classés sur la liste du patrimoine mondial et qui furent longtemps la référence dans l'histoire des mines d'argent.

## Géographie
Le sommet de la montagne située sur la bordure nord du Harz (Haut-Harz) culmine à 635 mètres d'altitude. Il s'élève à deux kilomètres au sud du centre historique de Goslar. Le Rammelsberg est une destination préférée des randonneurs, mais également pour les ailes deltas ou les parapentes. 